# Jewgeni Wladimirowitsch Tatarinow
Jewgeni Wladimirowitsch Tatarinow (russisch Евгений Владимирович Татаринов; * 6. Februar 1999 in Jekaterinburg) ist ein russischer Fußballspieler.

## Karriere
Tatarinow begann seine Karriere bei Ural Jekaterinburg. Im September 2017 gab er im Cup sein Debüt für die Profis von Ural. Im März 2019 spielte er auch erstmals für die Reserve von Ural in der Perwenstwo PFL. Bis zum Ende der Saison 2018/19 kam er zu neun Drittligaeinsätzen für Ural-2. Im Juli 2019 wurde er an den Zweitligisten Torpedo Moskau verliehen. In Moskau gab er dann im selben Monat sein Debüt in der Perwenstwo FNL. Für Torpedo kam er zu zwölf Zweitligaeinsätzen, ehe die Leihe im Januar 2020 vorzeitig abgebrochen wurde.
Daraufhin kehrte der Angreifer nach Jekaterinburg zurück. Dort kam er bis zum COVID-bedingten Saisonabbruch aber nur einmal für die U-19 zum Einsatz. Im Dezember 2020 spielte Tatarinow gegen Zenit St. Petersburg erstmals in der Premjer-Liga. In der Saison 2020/21 kam er insgesamt zu drei Erstliga- und neun Drittligaeinsätzen. In der Saison 2021/22 spielte er wieder ausschließlich für die Reserve, für die er 22 Partien machte und sieben Tore erzielte. In der Saison 2022/23 absolvierte er für die Profis zehn Partien in der Premjer-Liga, für die Reserve machte er 14 Spiele.
Zur Saison 2023/24 wurde er an den Zweitligisten FK Tjumen verliehen.